# Bouni (Bourasso)
Pour les articles homonymes, voir Bouni.
Bouni est une localité située dans le département de Bourasso de la province de la Kossi dans la région de la Boucle du Mouhoun au Burkina Faso.